# Бозагро (Авелино)
Бозагро је насеље у Италији у округу Авелино, региону Кампанија.
Према процени из 2011. у насељу је живело 311 становника. Насеље се налази на надморској висини од 197 м.